# Адам Козлевич
Ада́м Казими́рович Козле́вич — один из центральных персонажей романа Ильфа и Петрова «Золотой телёнок» и фильмов, созданных на его основе.

## Описание персонажа
Бывший вор, ставший на путь исправления. Владелец и водитель автомобиля «Антилопа-Гну». Ему за пятьдесят лет, происхождение — поляк, «из крестьян Ченстоховского уезда».
До событий, описываемых в книге, Козлевич был невезучим вором:

Он беспрестанно нарушал Уголовный кодекс РСФСР, а именно статью 162-ю, трактующую вопросы тайного похищения чужого имущества (кража). […] И так как с детства его влекло к технике, то он всею душою отдался пункту «в» (тайное похищение чужого имущества, совершенное с применением технических средств или неоднократно, или по предварительному сговору с другими лицами, а равно, хотя и без указанных условий, совершенное на вокзалах, пристанях, пароходах, вагонах и в гостиницах).

Но Козлевичу не везло. Его ловили и тогда, когда он применял излюбленные им технические средства, и тогда, когда он обходился без них: его ловили на вокзалах, пристанях, на пароходах и в гостиницах. В вагонах его тоже ловили. Его ловили даже тогда, когда он в полном отчаянии начинал хватать чужую собственность по предварительному сговору с другими лицами. […] Просидев в общей сложности года три, Адам Козлевич пришёл к той мысли, что гораздо удобнее заниматься открытым накоплением своей собственности, чем тайным похищением чужой.
За несколько лет до описанных в романе событий Козлевич приобретает очень подержанный автомобиль, своими руками восстанавливает его и пытается зарабатывать частным извозом сначала в Москве, а затем в провинциальном Арбатове. Предприятие оканчивается крахом. В Москве Козлевич не выдерживает конкуренции с государственным такси. В Арбатове клиенты Козлевича, местные госчиновники и хозяйственные руководители, регулярно попадают под суд за растраты и хищения, а Козлевич всякий раз выступает свидетелем их автомобильных загулов на народные деньги. Сам Козлевич и его машина приобретают в городе дурную славу, и Адам Казимирович совершенно лишается заработка.
Именно в это тяжёлое время Адам Козлевич знакомится с Остапом Бендером и с радостью принимает предложение отправиться в далёкое путешествие за счастьем. Простодушному романтику Козлевичу («ангелу без крыльев», по выражению Бендера) нет дела до миллионов Корейко, ему достаточно свободы, дороги и обещания Бендера когда-нибудь купить ему любую машину на выбор.
Прототипом Адама Козлевича, возможно, был реальный человек — чешский подданный Иосиф Карлович Сагассер, основатель первого частного такси в Ярославле. Он возил по городу Евгения Петрова, приехавшего туда в качестве фельетониста газеты «Гудок», и рассказывал ему истории о местных гуляках-казнокрадах.

## «Антилопа-Гну»
Автомобиль Адама Казимировича играет заметную роль в романе. На нём команда Бендера едет из Арбатова в Черноморск, где живёт Корейко; машина придаёт солидности директору Черноморского филиала Арбатовской конторы по заготовке рогов и копыт О. Бендеру; ради автомобиля черноморские ксёндзы едва не вернули Козлевича в лоно церкви; на «Антилопе» четвёрка отправляется вслед за Корейко в Среднюю Азию. Старый автомобиль не выдерживает дальней дороги и разваливается на ходу. Катастрофа «Антилопы» — поворотный пункт сюжета: шайка распадается, дальше Бендер продолжает погоню за миллионом в одиночку. В одной из последних глав романа разбогатевший Остап привозит Козлевичу маслопроводный шланг для восстановленной «Антилопы».
Машина Козлевича столь стара, что даже в первой половине 1920-х годов её появление на рынке «можно было объяснить только ликвидацией автомобильного музея» («Оригинальная конструкция, заря автомобилизма» — восторгается Бендер). Медная бляха с надписью «Лорен-Дитрих», которую Адам Казимирович приколотил к радиатору машины, ничего не говорит о её настоящем происхождении. Дизайнер и специалист по истории автомобиля Ю. А. Долматовский изучил упомянутые в романе технические подробности и пришёл к выводу, что «Антилопа-Гну» могла быть скорее «Фиатом» постройки не позже 1908 года.

## Влияние
- В октябре 2012 года в городе Волгограде открыт «памятник автомобилисту», олицетворением которого выбран данный персонаж[4].
- Скульптура, изображающая водителя, очень похожего по описанию на Козлевича, есть в Екатеринбурге[5].
- Фразы «Такси свободен, прошу садиться», «А Козлевичу?!», «Кто такой Козлевич? Я не знаю никакого Козлевича!» стали крылатыми выражениями, как и многие цитаты из романа.

## Козлевич в экранизациях
В фильме «Золотой телёнок» (1968) роль Козлевича исполнил Николай Боярский.
В фильме «Мечты идиота» (1993), снятом по мотивам романа «Золотой телёнок», роль Козлевича исполнил Владимир Толоконников.
В телесериале «Золотой телёнок» (2006) Козлевича сыграл Дмитрий Назаров.

## Комментарии
1. ↑  В романе упоминается, что Козлевичу было 46 на момент последнего выхода из заключения, то есть за шесть-семь лет до встречи с Бендером.
2. ↑  Таксомоторы «Рено», вытеснившие Козлевича с московских улиц, появились в Москве в 1925 году.